# Бун (окръг, Илинойс)
Вижте пояснителната страница за други значения на Бун.
Окръг Бун (на английски: Boone County) е окръг в щата Илинойс, Съединени американски щати. Площта му е 730 km², а населението - 41 786 души (2000). Административен център е град Белвидиър.